# Cagayan Valley
Cagayan Valley (ook wel Regio II) is een van de 17 regio's van de Filipijnen. Het regionale centrum is Tuguegarao City. Bij de laatste census in 2007 had de regio ruim 3 miljoen inwoners.

## Geografie

### Bestuurlijke indeling
Cagayan Valley is onderverdeeld in vijf provincies.

#### Provincies
- Batanes
- Cagayan
- Isabela
- Nueva Vizcaya
- Quirino

Deze provincies zijn weer onderverdeeld in 4 steden en 89 gemeenten

## Demografie
Cagayan Valley had bij de census van 2007 een inwoneraantal van 3.051.487 mensen. Dit zijn 238.328 mensen (8,5%) meer dan bij de vorige census van 2000. De gemiddelde jaarlijkse groei komt daarmee uit op 1,1%, hetgeen iets lager is dan het landelijk jaarlijks gemiddelde over deze periode (2,04%). Vergeleken met de census van 1995 is het aantal mensen met 515.452
(20,3%) toegenomen.
De bevolkingsdichtheid van Cagayan Valley was ten tijde van de laatste census, met 3.051.487 inwoners op 26.837,0 km², 113,7 mensen per km².